# Euphorbia segetalis
Euphorbia segetalis — вид квіткових рослин родини молочайні (Euphorbiaceae).
Етимологія: лат. segetalis — «кукурудзяні поля».

## Опис
Це трав'яниста або деревна при основі рослина, однорічна або багаторічна, з лінійно-ланцетним зеленим листям. Заввишки від 10 до 40 см стебла голі й прямі. Плоди — гладкі капсули, а насіння — борознисте в поперечному напрямку.
E. segetalis можна легко сплутати з іншим молочаєм, E. medicaginea, бо вони живуть в одних і тих же місцях, і можуть бути диференційовані тільки текстурою насіння. Euphorbia segetalis має борознисте насіння, E. medicaginea — шорстке.

## Поширення
Південна Європа: колишня Югославія; Італія. Франція; Португалія; Гібралтар; Іспанія. Населяє поля, виноградники, оливкові гаї, пустирі, узбіччя, луки. Це витривала рослина, яка може жити у віддалених від ґрунтових вод районах.

## Галерея

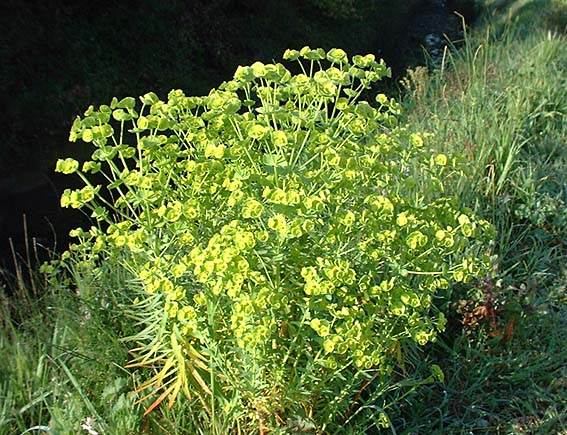
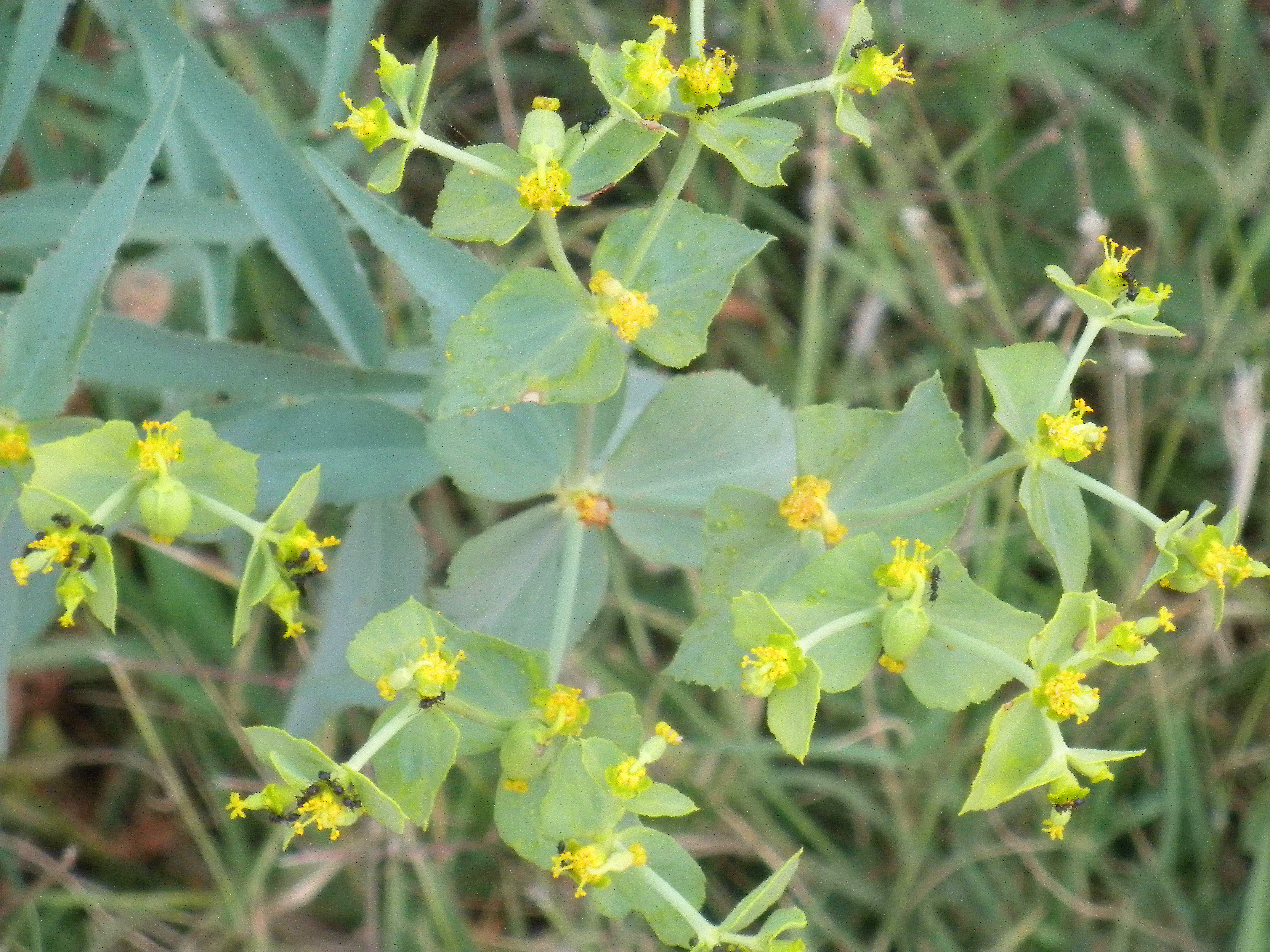
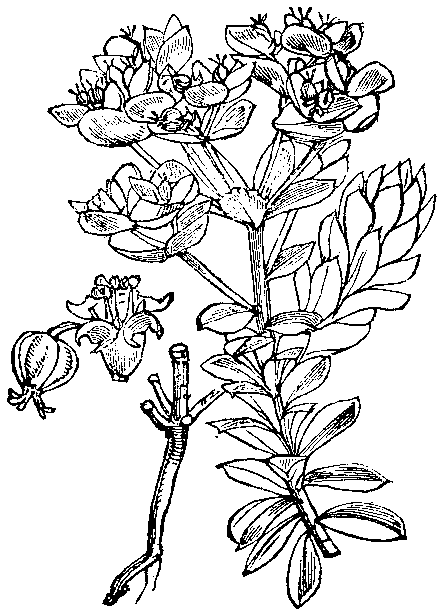

## Використання
Як і інші подібні рослини роду молочай виробляє білу смолу — дуже отруйний латекс, який раніше використовувався як отрута, як проносний засіб, як антисептик і для лікування бородавок в традиційному траволікуванні.